# Quercus macrocarpa
Quercus macrocarpa, o Roure bur, de vegades escrit com Roure Burr, és una espècie de roure que pertany a la família Quercus, nadiu de la regió est i mig oest dels Estats Units i centre-sud del Canadà. Aquesta planta és també anomenada Roure Mossycup o Roure blanc Mossycup.
Es reprodueix a l'oest sobre les Muntanyes Apalatxes fins al centre de les Grans Planes, on s'estén fins al centre de Texas, i al sud a través de Manitoba, Ontario i Quebec, sobre la costa de l'oceà Atlàntic a la costa des Nova Brunswick fins a Delaware. El Roure Bur és l'arbre de l'estat de Iowa.

## Descripció
És un gran arbre caducifoli que creix fins a 30 m, rarament 37 metres d'altura, i és un dels roures més grans amb un diàmetre de tronc de fins a 3 metres. És un dels roures de creixement més lent, amb una taxa de creixement de 30 cm per any quan són joves. Als 20 anys l'arbre arriba a fer uns 6 metres d'altura. Normalment arriben a viure entre 200 i 300 anys, i pot ser significativament grans. La seva escorça és d'un to gris mig i una mica accidentada.

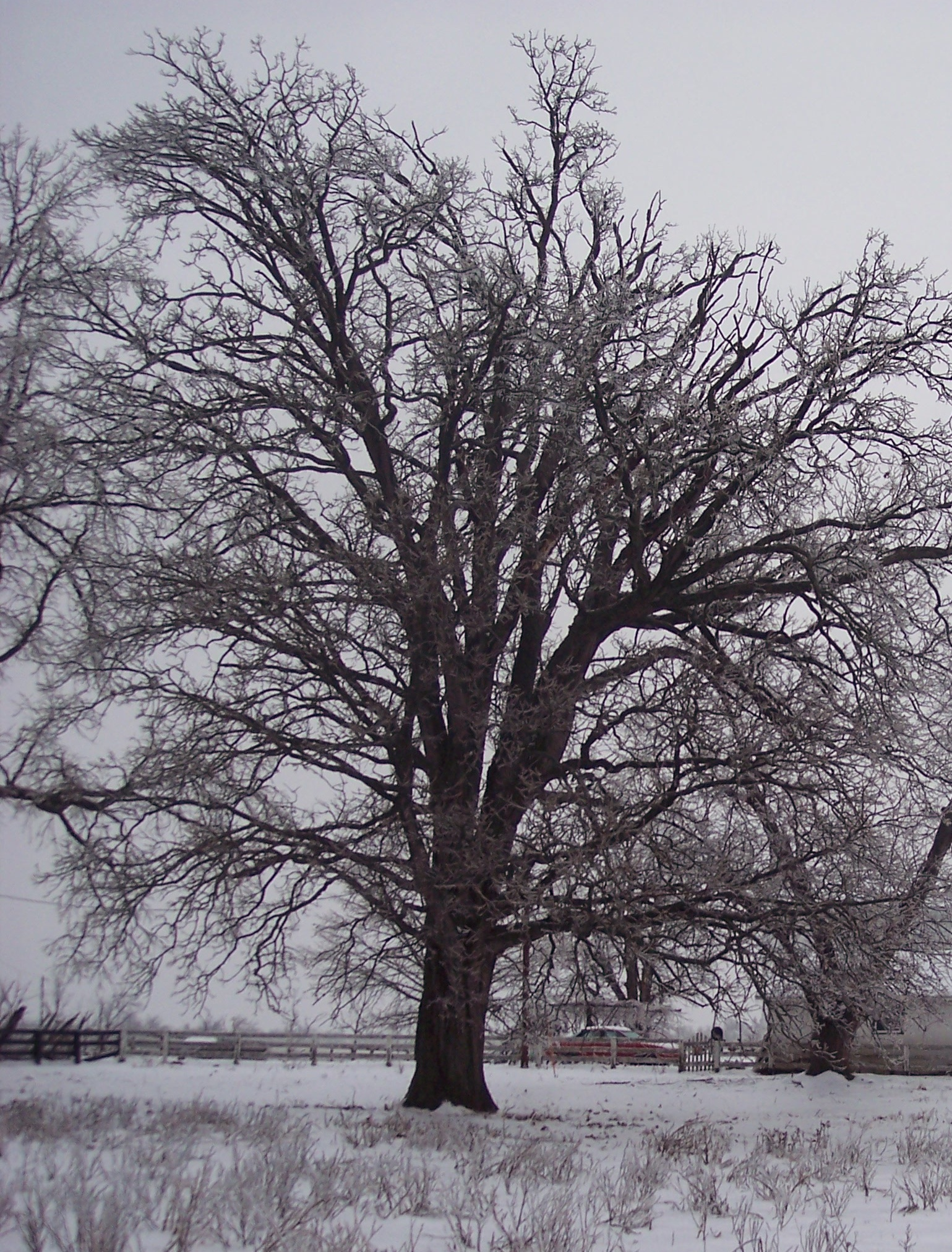
Imatge característica amb el brancatge a l'hivern.

Les fulles són de 7-15 cm de llarg i entre 5 i 13 cm d'ample, de forma variable, amb un marge lobulat. Molt sovint, el 60% del basal és més estret i profundament lobulades, mentre que la porció apical del 40% és més ampla i té lòbuls poc profunds o amb dents grans. Les flors són aments de color groc verdós, que neixen a la primavera. Les glans són grans, de 2 a 5 cm de llarg i 2 a 4 cm d'ample, amb una cúpulagran que envolta gran part de la base, amb grans escates imbricades a la vora de la cúpula. El Roure Bur de vegades es confon amb Quercus lyrata i Quercus alba, on vegades s'hibrida.

## Ecologia
El Roure Bur creix normalment a l'aire lliure, lluny dels boscos. Per això, és un arbre important en les praderies de l'est, on sovint es troba també dins de buits forestals a l'interior dels boscos. També és un arbre resistent al foc, i té una gran resistència a la sequera, en virtut de la seva llarga arrel mestra. Els exemplars nous tenen arrels d'1 o 2 metres de profunditat als de dos a tres anys de creixement. A Virgínia Occidental el Roure Bur campió estatal té un tronc amb un diàmetre de gairebé 3 metres.

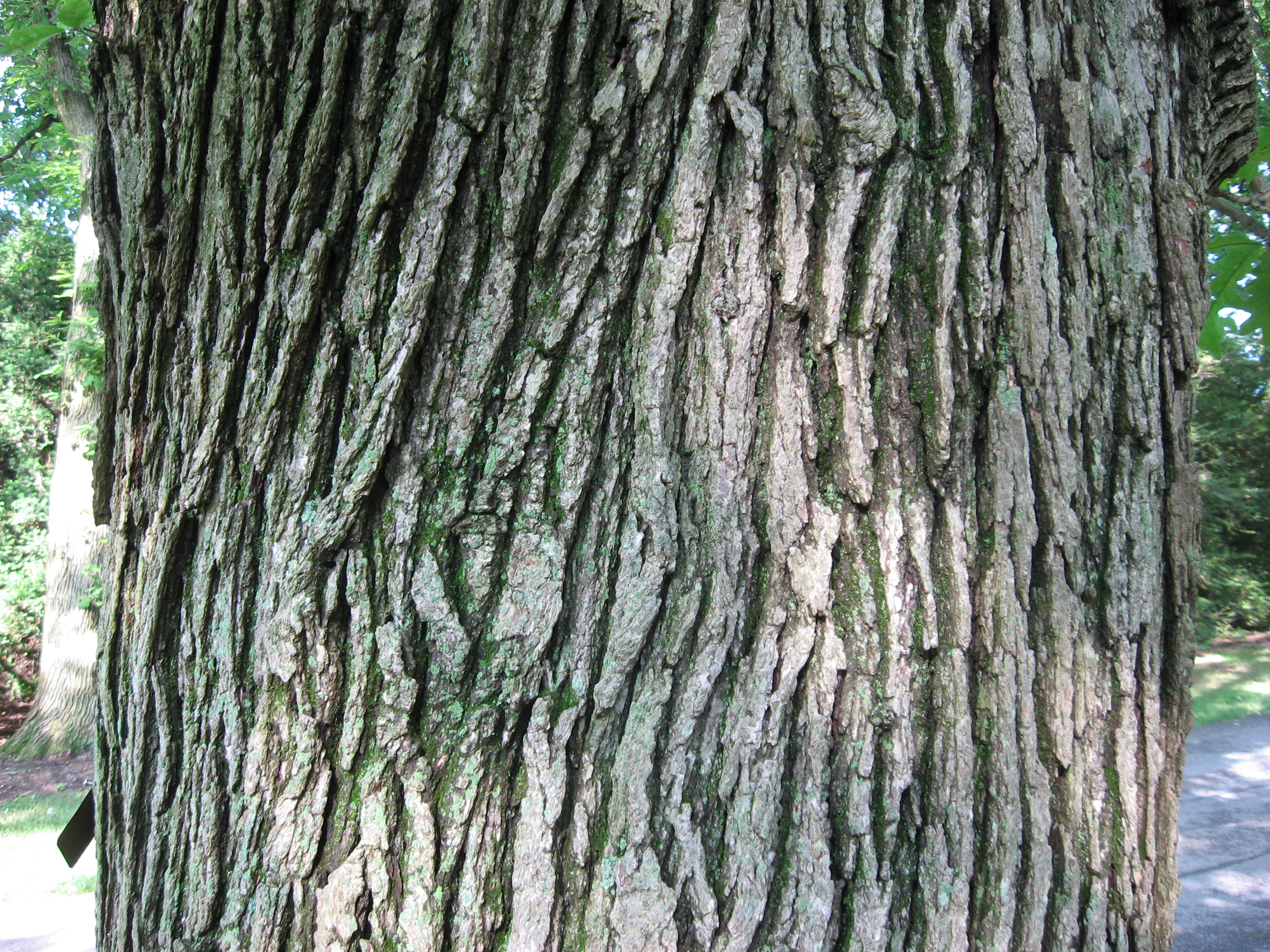
Escorça de Quercus macrocarpa variant oliviformis.

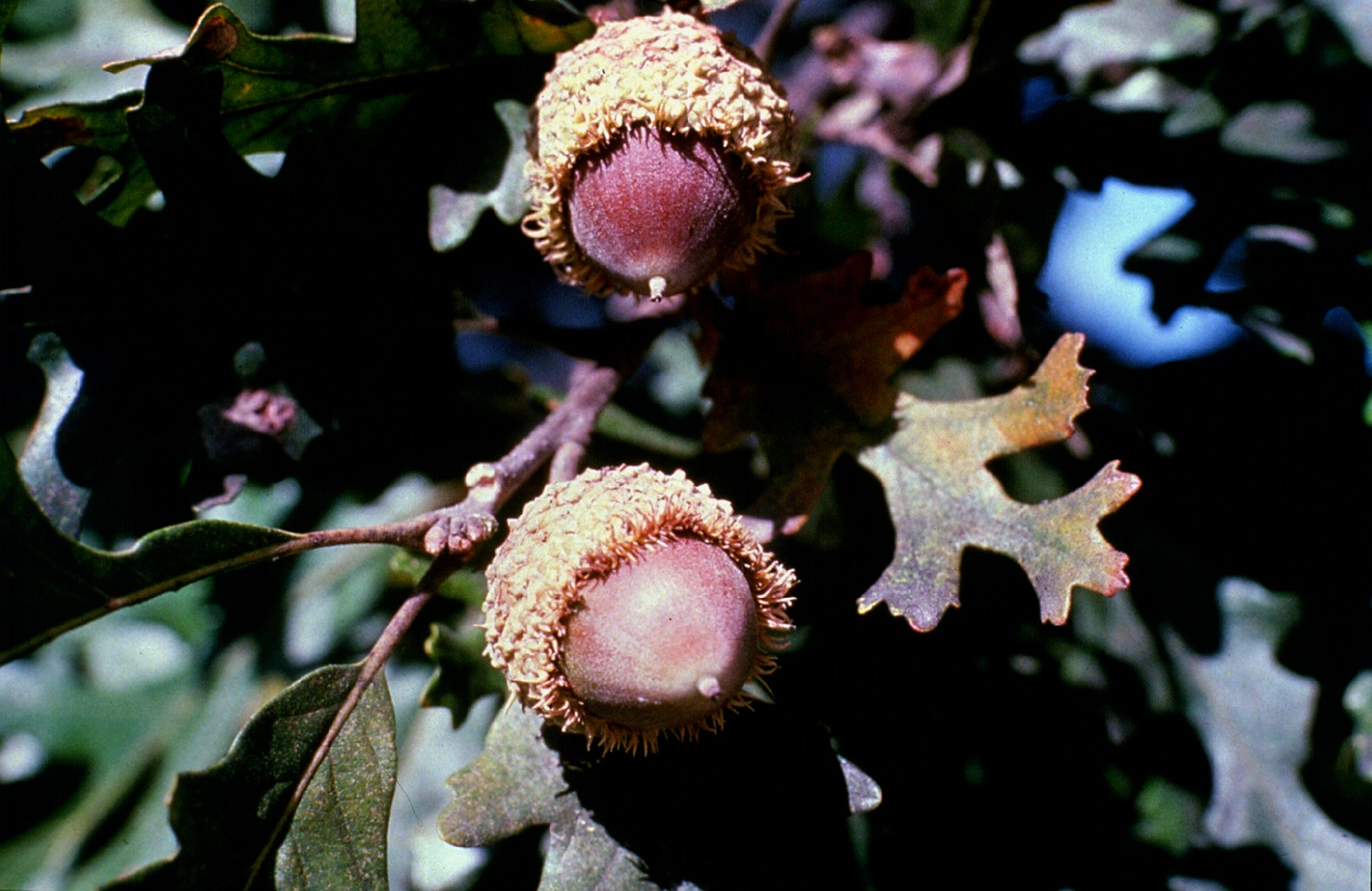
Glans.

Les glans d'aquest tipus de roure són més grans de tota Amèrica del Nord (d'aquí el nom de l'espècie "Americana de fruits grans" macrocarpa), i és un dels aliments molt importants per a la fauna local; l'Ós Negre Americà de vegades arrenca branques per aconseguir-les. Tanmateix, només neixen glans en grans quantitats cada pocs anys. Aquesta estratègia, és coneguda com a "pals", on només es produeixen grans quantitats de llavors cada pocs anys, per així superar la capacitat dels depredadors per menjar les glans, assegurant així la supervivència d'algunes llavors. Altres espècies silvestres, com ara el cérvol i el porc espí, es mengen les fulles, branques i escorça. El roure és l'únic aliment conegut per l'eruga Bucculatrix recognita.
Les larves de l'arna Acronicta albarufa, s'alimenten d'aquesta planta.

## Taxonomia
Quercus macrocarpa va ser descrita per André Michaux i publicat a Histoire des Chênes de l'Amérique pl. 2–3. 1801.
Etimologia
Quercus: nom genèric del llatí que designava igualment al roure i a l'alzina.
macrocarpa: epítet en llatí que significa "amb un gran fruit".
Varietats
- Quercus macrocarpa var. depressa (Nutt.) Engelm., Trans. Acad. Sci. St. Louis 3: 382 (1876).
- Quercus macrocarpa var. macrocarpa.

Sinonímia
- Cerris macrocarpa (Michx.) Raf., Alsogr. Amer.: 29 (1838).[3]